# Tombe 6 d'Amarna
La tombe 6 d'Amarna est l'une des tombes du Nord à Amarna, en Égypte. Elle a été construite pour le prêtre d'Aton Panéhésy, et est l'une des six tombes du Nord à Amarna.

## Propriétaire
Panéhésy a servi à la cour pendant le règne du pharaon Akhenaton, à la XVIIIe dynastie. Il a les titres de « Premier serviteur d'Aton dans la maison d'Aton à Akhetaton », « Deuxième prophète du Seigneur des Deux Terres Néferkhéperourê Ouâenrê », « Porteur de sceau du roi de Basse-Égypte », « Surveillant de l'entrepôt d'Aton à Akhetaton », « Surveillant du bétail d'Aton à Akhetaton »,.

## Description générale
La tombe de Panéhésy fait partie des tombes du Nord. Ces tombes sont généralement plus grandes que les tombes dites du Sud. La tombe de Panéhésy, comme celle de Méryrê, est connue pour les représentations du temple d'Aton. La tombe de Panéhésy contient des scènes de lui-même et de sa famille et d'autres montrant la famille royale, mais ses restes n'ont jamais été identifiés. La tombe avait subi des dommages de la part des iconoclastes. Les images d'Akhenaton et de Néfertiti avaient été défigurées, et la plupart des noms avaient été supprimés.
Plus tard, sa tombe a été transformée en lieu de culte copte pendant un certain temps et a subi des dommages. Un bénitier profond pour l'immersion totale a été placé devant l'abside.

## Décoration du tombeau

### Montants de la porte extérieure
Le panneau supérieur montre le roi avec la couronne du Nord à gauche et la couronne du Sud à droite. À gauche, Akhenaton est suivi de Néfertiti portant une coiffe Khat. Tous deux semblent offrir des pains. À droite, Néfertiti porte sa couronne bleue à sommet plat. Dans ces scènes, seule Mérytaton semble accompagner ses parents. Au-dessous de ces scènes, Akhenaton portant la couronne Khépresh et Néfertiti portant sa couronne bleue, semblent à nouveau offrir de la nourriture provenant de la table des offrandes.

### Linteau de la porte extérieure
En dessous, une double scène montre Akhenaton et Néfertiti avec leurs trois filles aînées devant un autel. À gauche, Akhenaton et Néfertiti sont tous deux représentés en train de brûler de l'encens. Néfertiti porte sa couronne bleue à sommet plat tandis qu'Akhenaton porte sa couronne Khépresh. À droite de la scène, Akhenaton porte toujours la même couronne, mais Néfertiti est maintenant coiffée d'un bonnet bien ajusté. Le roi et la reine sont représentés en train de verser quelque chose d'un vase. Les trois princesses sont représentées en train de jouer du sistre. La présence de deux nains indique la présence de la sœur de Néfertiti, Moutbenret (Moutnedjemet), qui est probablement représentée sur le registre au-dessus et à côté des princesses.

### Dans l'épaisseur de la paroi extérieure

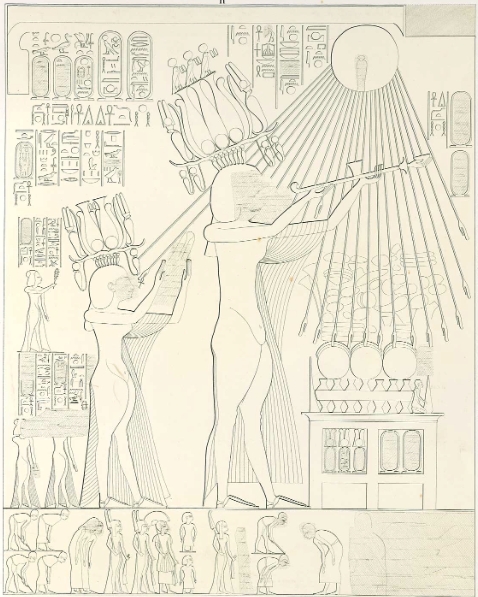
Akhenaton et Néfertiti font des offrandes à Aton. (Mémoire de Lepsius).

Sur le côté droit, Akhénaton et Néfertiti lèvent des sceptres héqa, rendant hommage au soleil. Ils sont accompagnés de Mérytaton, Mâkhétaton et Ânkhésenpaaton, agitant un sistre. Le roi porte la couronne Khépresh. L'image de Néfertiti est trop endommagée pour que l'on puisse déterminer sa coiffure. La figure de la reine est accompagnée d'un titulature assez élaborée :

« L'héritière, grande de faveur, maîtresse du district du Sud et du Nord, belle de visage et gaie avec les deux plumes, apaisant le cœur du roi chez lui ( ?), heureuse de tout ce qui est dit, la grande et bien-aimée épouse du roi, Dame des Deux Terres (Néfertiti). »

Sur le côté droit, le roi brûle des épices dans une cuillère à tête de faucon, tandis que la reine présente un bouquet de fleurs de lotus. Tous deux portent une couronne Atef élaborée. Akhenaton porte une triple couronne Atef flanquée d'uræi surmontée de faucons portant un disque solaire et accompagnant un double cartouche. Néfertiti porte une double couronne Atef flanquée de deux uræi. Cette couronne est portée sur un modius en forme d'uræus et sur ce qui ressemble à une coiffe khat,. Dans le registre situé sous cette scène, on voit la sœur de la reine, Moutbenret (Moutnedjemet), accompagnée de ses deux nains, de deux assistants masculins et de quatre assistantes.

### Plafond

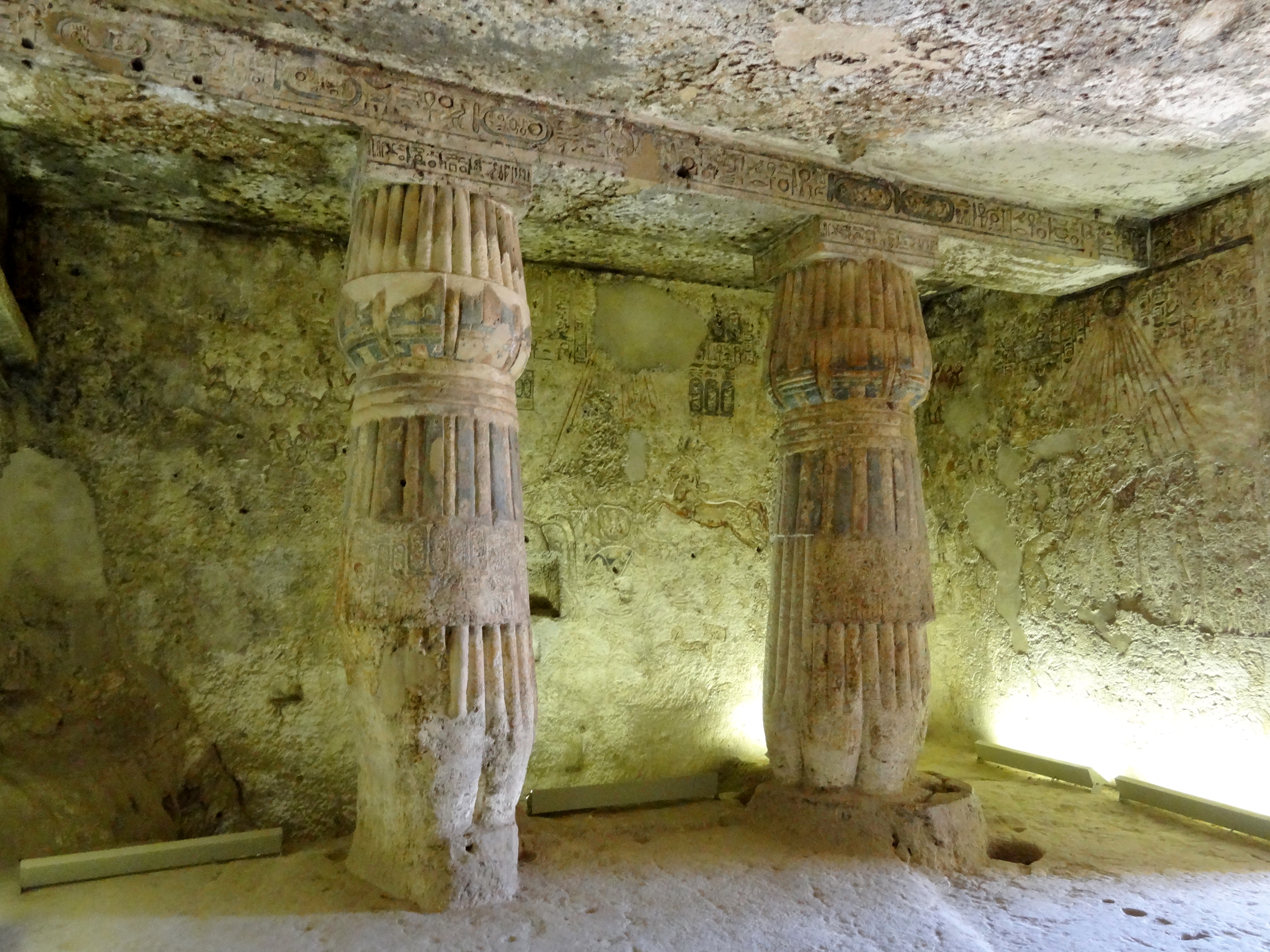
Tombe de Panéhésy.

Sur l'un des plafonds, Panéhésy mentionne avoir reçu de l'or du roi pour avoir fait une grande chose pour sa dame, la fille du roi.

### Mur sud, côté Ouest
Panéhésy apparaît devant la fenêtre d'apparition. Mérytaton apparaît devant la fenêtre d'apparition avec Akhenaton et Néfertiti. Néfertiti est représentée avec son bras autour de sa fille. Mâkhétaton et Ânkhésenpaaton s'embrassent dans le hall derrière la fenêtre d'apparition. Néfernéferouaton Tasherit est représentée en train de serrer le bras d'Ânkhésenpaaton. Les princesses sont accompagnées de deux nurses.

### Mur sud, côté Est
Akhenaton et Néfertiti sont représentés offrant des fleurs à Aton. Akhenaton est représenté avec la couronne rouge du Nord tandis que Néfertiti semble porter une courte perruque de style nubien. Mérytaton, Mâkhétaton, Ânkhésenpaaton et Néfernéferouaton Tasherit sont représentés derrière leurs parents. On ne sait pas ce que les princesses plus âgées offrent, mais Ânkhésenpaaton et Néfernéferouaton Tasherit portent des bouquets de fleurs, tout comme leurs parents.

### Mur Est
Akhenaton et Néfertiti sont représentés conduisant chacun leur propre char. Tous deux semblent porter une couronne bleue. Néfertiti est représentée avec un fouet tenu dans sa main gauche. Il y a deux chars transportant chacun deux princesses. Très probablement Mérytaton, Mâkhétaton, Ânkhésenpaaton et Néfernéferouaton Tasherit. Il y a également trois chars transportant six servantes.

### Mur Ouest

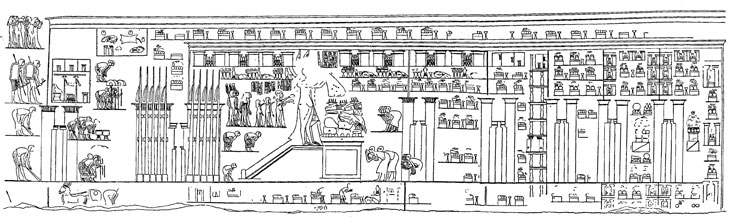
Visite royale au temple d'Aton.

Akhenaton et Néfertiti sont représentés côte à côte sur une plate-forme surélevée devant un autel. Néfertiti est représentée à la gauche d'Akhenaton et n'est indiquée que par un contour. Ils semblent verser quelque chose sur l'autel. Mérytaton offre des pains, tandis que Mâkhétaton et Ânkhésenpaaton agitent un sistre. Les princesses sont accompagnées de deux nourrices et de trois préposés.

### Mur Nord
Cette scène a été très endommagée pendant la période copte. Akhenaton est représenté tenant une assiette avec des offrandes alimentaires. Néfertiti se tient derrière lui, soit en levant les mains, soit en offrant des fleurs ou de la nourriture, ce qui n'est plus visible.